# The Longest EP
The Longest EP è una compilation del gruppo punk NOFX pubblicata dalla Fat Wreck Chords il 17 agosto 2010. Contiene 30 tracce (inclusi alcuni inediti) che spaziano dal 1987 al 2009.

## Tracce[1]
1. The Death of John Smith - 3:50 (Fat Mike)
2. The Longest Line - 2:04 (Fat Mike)
3. Stranded - 2:08 (Fat Mike)
4. Remnants - 2:59 (Fat Mike)
5. Kill All the White Men - 2:48 (Fat Mike)
6. I Wanna Be an Alcoholic - 0:30 (Fat Mike)
7. Perverted - 1:04 (Fat Mike)
8. My Name Is Bud - 0:50 (Fat Mike)
9. Hardcore 84 - 1:51 (Fat Mike)
10. War on Errorism Commercial - 2:04 (Fat Mike)
11. 13 Stitches - 1:56 (Fat Mike)
12. Glass War - 1:59 (Fat Mike)
13. Jaw Knee Music - 2:33 (Fat Mike)
14. Concerns of a GOP Neo-phyte - 2:22 (Fat Mike)
15. Golden Boys - 2:47 (The Germs cover)
16. You're Wrong - 2:06 (Fat Mike)
17. Everything in Moderation (Especially Moderation) - 1:23 (Fat Mike)
18. I'm Going to Hell for This One - 1:54 (Fat Mike)
19. I've Become a Cliché - 3:13 (Fat Mike)
20. Cokie the Clown - 2:26 (Fat Mike)
21. Straight Outta Massachusetts - 1:16 (Fat Mike)
22. Fermented and Flailing - 2:40 (Fat Mike)
23. Codependence Day - 1:29 (Fat Mike)
24. My Orphan Year - 2:59 (Fat Mike)
25. S/M Airlines - 4:27 (Fat Mike)
26. Dueling Retards - 0:46 (Fat Mike)
27. On the Rag - 1:50 (Fat Mike)
28. A200 Club - 1:59 (Fat Mike)
29. Shut Up Already - 2:25 (Fat Mike)
30. The Punk Song - 2:46 (Fat Mike)

## Formazione
- Fat Mike - basso e voce
- El Hefe - chitarra e voce
- Eric Melvin - chitarra e voce
- Erik Sandin - batteria